# Eishockey-Weltmeisterschaft der U20-Junioren 2019
Die 43. Eishockey-Weltmeisterschaften der U20-Junioren der Internationalen Eishockey-Föderation IIHF waren die Eishockey-Weltmeisterschaften des Jahres 2019 in der Altersklasse der Unter-Zwanzigjährigen (U20). Insgesamt nahmen zwischen dem 8. Dezember 2018 und dem 21. Januar 2019 42 Nationalmannschaften an den sechs Turnieren der Top-Division sowie der Divisionen I bis III teil. Im Gegensatz zum Vorjahr wurde keine Qualifikation zur Division III des Folgejahres ausgetragen, sondern sämtliche gemeldeten Mannschaften waren auf die Divisionen verteilt worden.
Der Weltmeister wurde zum fünften Mal die Mannschaft aus Finnland, die sich im Finale mit 3:2 gegen die Vereinigten Staaten durchsetzen konnte. Für Finnland war es der dritte Titel in den letzten sechs Jahren. Die Schweiz belegte in der Top-Division den vierten Rang, ihre beste Platzierung seit 2010. In der A-Gruppe der Division I belegte der deutsche Nachwuchs den ersten Platz und kehrte damit nach vier Jahren wieder in die Top-Division zurück. Österreich erreichte in derselben Gruppe den fünften Platz.

## Teilnehmer, Austragungsorte und -zeiträume
- Top-Division: 26. Dezember 2018 bis 5. Januar 2019 in Vancouver und Victoria, British Columbia, Kanada
Teilnehmer:  Dänemark,  Finnland,  Kanada (Titelverteidiger),  Kasachstan (Aufsteiger),  Russland,  Schweden,  Schweiz,  Slowakei,  Tschechien,  USA

- Division I
  - Gruppe A: 9. bis 15. Dezember 2018 in Füssen, Deutschland
Teilnehmer:  Belarus (Absteiger),  Deutschland,  Frankreich,  Lettland,  Norwegen (Aufsteiger),  Österreich
  - Gruppe B: 8. bis 14. Dezember 2018 in Tychy, Polen
Teilnehmer:  Italien,  Japan (Aufsteiger),  Polen,  Slowenien,  Ukraine,  Ungarn (Absteiger)

- Division II
  - Gruppe A: 13. bis 19. Januar 2019 in Tallinn, Estland
Teilnehmer:  Estland,  Großbritannien,  Litauen (Absteiger),  Rumänien,  Spanien (Aufsteiger),  Südkorea
  - Gruppe B: 15. bis 21. Januar 2019 in Zagreb, Kroatien
Teilnehmer:  Belgien,  Israel (Aufsteiger),  Kroatien,  Mexiko,  Niederlande (Absteiger),  Serbien

- Division III: 14. bis 20. Januar 2019 in Reykjavík, Island
Teilnehmer:  Australien,  Bulgarien,  Republik China (Taiwan) (Aufsteiger),  Volksrepublik China,  Island,  Neuseeland,  Südafrika (Aufsteiger),  Türkei (Absteiger)

## Modus
Die Eishockey-Weltmeisterschaft wird in insgesamt sechs Turnieren mit unterschiedlicher Teilnehmerstärke ausgespielt. Die Top-Division spielt mit zehn Mannschaften, die Divisionen I und II mit je zwölf und die Division III mit acht Teilnehmern.
In den Divisionen I und II werden die jeweils zwölf Mannschaften in je zwei Gruppen zu sechs Teams aufgeteilt. Die Division III spielt wie zuletzt vor zwei Jahren mit acht Teilnehmern. Beide Teilnehmer der Qualifikation des Vorjahres wurden in die Division III aufgenommen und der eigentlich abgestiegene Letzte, die Mannschaft Neuseelands, verblieb in der Division III.
Aus der Top-Division steigt der Letztplatzierte der Relegationsrunde in die Gruppe A der Division I ab. Aus selbiger steigt der Erstplatzierte zum nächsten Jahr in die Top-Division auf, während der Sechstplatzierte in die Gruppe B der Division I absteigt. Im Gegenzug steigt der Gewinner der Division I B in die Division I A auf. Aus der Division I B steigt ebenfalls der Letzte in die Division II A ab. Die Aufstiegsregelung der Division I B mit einem Auf- und Absteiger gilt genauso für die Division II A, II B und (was den Aufstieg angeht) die Division III. Ob Mannschaften aus der Division III absteigen müssen, hängt davon ab, ob 2020 wieder ein Qualifikationsturnier durchgeführt wird.

## Top-Division
Die Top-Division der U20-Weltmeisterschaft wurde vom 26. Dezember 2018 bis zum 5. Januar 2019 in den kanadischen Städten Vancouver und Victoria in der westlichen Provinz British Columbia ausgetragen. Gespielt wurde in der Rogers Arena (18.910 Plätze), der Heimspielstätte der Vancouver Canucks aus der National Hockey League, sowie dem Save-On-Foods Memorial Centre, in dem das WHL-Team Victoria Royals seine Heimspiele austrägt, mit 7.006 Plätzen. Insgesamt besuchten 304.393 Zuschauer die 30 Turnierspiele, was einem Schnitt von 10.146 pro Partie entspricht.
Am Turnier nahmen zehn Nationalmannschaften teil, die in zwei Gruppen zu je fünf Teams spielten. Dabei setzten sich die beiden Gruppen nach den Platzierungen der Nationalmannschaften bei der Weltmeisterschaft 2018 nach folgendem Schlüssel zusammen:
| Gruppe A       | Gruppe B        |
| Kanada (1)     | Schweden (2)    |
| Tschechien (4) | USA (3)         |
| Russland (5)   | Finnland (6)    |
| Schweiz (8)    | Slowakei (7)    |
| Dänemark (9)   | Kasachstan (10) |

Die U20-Auswahl Finnlands besiegte die Vereinigten Staaten mit 3:2 im Finale des Turniers und gewann damit ihren fünften U20-Weltmeistertitel. Es war der dritte Titelgewinn der Finnen in den vergangenen sechs Jahren. Für die USA blieb damit lediglich der zweite Platz. Die russische Mannschaft gewann das Spiel um den dritten Platz gegen die Schweiz mit 5:2. Dänemark stieg als Verlierer der Relegation gegen die kasachische Mannschaft in die Gruppe A der Division I ab, während Deutschland in die Top-Division aufstieg.

### Modus
Nach den Gruppenspielen – jede Mannschaft bestreitet vier davon – der Vorrunde qualifizieren sich die vier Erstplatzierten jeder Gruppe für das Viertelfinale, das dann ebenso wie die weiteren Runden im K.-O.-System ausgetragen wird. Die Fünften der Gruppenspiele bestreiten eine Relegation nach dem Modus „Best-of-Three“ und ermittelten dabei den Absteiger in die Division I, Gruppe A.

### Austragungsorte
| Vancouver |

| Victoria |

| Vancouver |

| Victoria |

### Vorrunde

#### Gruppe A
| 26. Dezember 2018 13:00 Uhr (Ortszeit) | 26. Dezember 2018 22:00 Uhr (MEZ) | Tschechien M. Kaut (29:02) D. Kvasnička (60:52) | 2:1 n. V. (0:0, 1:1, 0:0, 1:0) Spielbericht | Schweiz N. Eggenberger (27:45) | Rogers Arena, Vancouver Zuschauer: 9.266 |

| 26. Dezember 2018 17:00 Uhr | 27. Dezember 2018 2:00 Uhr | Kanada M. Frost (4:52) O. Tippett (8:32) M. Frost (19:17) M. Comtois (20:45) M. Frost (21:50) J. Studnicka (27:46) O. Tippett (33:42) J. Anderson-Dolan (39:08) M. Comtois (42:52) M. Comtois (47:01) B. Leason (49:02) B. Leason (52:47) M. Comtois (53:27) M. Entwistle (56:47) | 14:0 (3:0, 5:0, 6:0) Spielbericht | Dänemark | Rogers Arena, Vancouver Zuschauer: 16.417 |

| 27. Dezember 2018 13:00 Uhr | 27. Dezember 2018 22:00 Uhr | Russland W. Krawzow (6:28) A. Romanow (37:49) P. Schen (53:54) Iw. Morosow (58:34) | 4:0 (1:0, 1:0, 2:0) Spielbericht | Dänemark | Rogers Arena, Vancouver Zuschauer: 9.939 |

| 27. Dezember 2018 17:00 Uhr | 28. Dezember 2018 2:00 Uhr | Schweiz P. Kurashev (20:46) P. Kurashev (58:11) | 2:3 (0:1, 1:2, 1:0) Spielbericht | Kanada C. Glass (0:36) M. Entwistle (25:55) N. Dobson (32:08) | Rogers Arena, Vancouver Zuschauer: 17.102 |

| 28. Dezember 2018 17:00 Uhr | 29. Dezember 2018 2:00 Uhr | Tschechien J. Kondelík (35:50) | 1:2 (0:1, 1:1, 0:0) Spielbericht | Russland A. Galimow (17:05) N. Kowalenko (35:03) | Rogers Arena, Vancouver Zuschauer: 14.523 |

| 29. Dezember 2018 13:00 Uhr | 29. Dezember 2018 22:00 Uhr | Dänemark | 0:4 (0:2, 0:1, 0:1) Spielbericht | Schweiz P. Kurashev (8:51) P. Kurashev (19:08) S. Le Coultre (33:29) P. Kurashev (41:38) | Rogers Arena, Vancouver Zuschauer: 10.279 |

| 29. Dezember 2018 17:00 Uhr | 30. Dezember 2018 2:00 Uhr | Kanada M. Comtois (6:03) B. Leason (11:32) A. Lafrenière (16:39) M. Entwistle (34:41) M. Frost (49:01) | 5:1 (3:1, 1:0, 1:0) Spielbericht | Tschechien O. Machala (6:40) | Rogers Arena, Vancouver Zuschauer: 17.012 |

| 30. Dezember 2018 17:00 Uhr | 31. Dezember 2018 2:00 Uhr | Schweiz M. Lehmann (0:49) V. Nussbaumer (9:06) M. Lehmann (25:46) Y. Brüschweiler (47:13) | 4:7 (2:1, 1:2, 1:4) Spielbericht | Russland K. Martschenko (14:27) D. Samorukow (26:07) G. Denissenko (31:58) K. Slepez (42:04) A. Alexejew (46:38) P. Schen (51:42) W. Krawzow (52:50) | Rogers Arena, Vancouver Zuschauer: 13.724 |

| 31. Dezember 2018 13:00 Uhr | 31. Dezember 2018 22:00 Uhr | Dänemark | 0:4 (0:2, 0:1, 0:1) Spielbericht | Tschechien J. Lauko (8:10) M. Nečas (11:59) M. Kaut (28:03) F. Král (57:46) | Rogers Arena, Vancouver Zuschauer: 10.204 |

| 31. Dezember 2018 17:00 Uhr | 1. Januar 2019 2:00 Uhr | Russland G. Denissenko (5:21) P. Schen (51:00) | 2:1 (1:1, 0:0, 1:0) Spielbericht | Kanada C. Glass (2:20) | Rogers Arena, Vancouver Zuschauer: 17.556 |

| Pl. |            | Sp | S | OTS | OTN | N | Tore  | Punkte |
| 1.  | Russland   | 4  | 4 | 0   | 0   | 0 | 15:06 | 12     |
| 2.  | Kanada     | 4  | 3 | 0   | 0   | 1 | 23:05 | 9      |
| 3.  | Tschechien | 4  | 1 | 1   | 0   | 2 | 08:08 | 5      |
| 4.  | Schweiz    | 4  | 1 | 0   | 1   | 2 | 11:12 | 4      |
| 5.  | Dänemark   | 4  | 0 | 0   | 0   | 4 | 00:26 | 0      |

Abkürzungen: Pl. = Platz, Sp = Spiele, S = Siege, OTS = Siege nach Verlängerung (Overtime) oder Penaltyschießen, OTN = Niederlagen nach Verlängerung oder Penaltyschießen, N = Niederlagen

Erläuterungen: Viertelfinalqualifikant, Abstiegsrundenqualifikant

#### Gruppe B
| 26. Dezember 2018 15:30 Uhr (Ortszeit) | 27. Dezember 2018 0:30 Uhr (MEZ) | USA M. Anderson (41:10) E. Barratt (45:42) | 2:1 (0:0, 0:1, 2:0) Spielbericht | Slowakei M. Korenčík (37:17) | Save-On-Foods Memorial Centre, Victoria Zuschauer: 6.208 |

| 26. Dezember 2018 19:30 Uhr | 27. Dezember 2018 4:30 Uhr | Finnland A. Talvitie (56:26) | 1:2 (0:1, 0:1, 1:0) Spielbericht | Schweden E. Brännström (13:14) E. Brännström (23:55) | Save-On-Foods Memorial Centre, Victoria Zuschauer: 6.319 |

| 27. Dezember 2018 15:30 Uhr | 28. Dezember 2018 0:30 Uhr | Slowakei A. Liška (13:43) M. Fafrák (48:57) | 2:5 (1:2, 0:1, 1:2) Spielbericht | Schweden L. Elvenes (11:42) E. Bemström (16:12) E. Bemström (26:40) E. Brännström (45:09) I. Lundeström (52:37) | Save-On-Foods Memorial Centre, Victoria Zuschauer: 5.896 |

| 27. Dezember 2018 19:30 Uhr | 28. Dezember 2018 4:30 Uhr | Finnland O. Latvala (12:52) A. Talvitie (15:08) S. Vainionpää (32:49) K. Kakko (47:17) A. Heponiemi (49:13) | 5:0 (2:0, 1:0, 2:0) Spielbericht | Kasachstan | Save-On-Foods Memorial Centre, Victoria Zuschauer: 5.863 |

| 28. Dezember 2018 19:30 Uhr | 29. Dezember 2018 4:30 Uhr | Kasachstan A. Bujalski (1:55) D. Mitenkow (49:56) | 2:8 (1:4, 0:3, 1:1) Spielbericht | USA O. Wahlstrom (1:37) J. Farabee (5:13) J. Farabee (8:55) J. Farabee (12:05) A. Chmelevski (25:46) R. Poehling (30:50) T. Madden (32:11) J. Norris (40:23) | Save-On-Foods Memorial Centre, Victoria Zuschauer: 6.185 |

| 29. Dezember 2018 15:30 Uhr | 29. Dezember 2018 0:30 Uhr | Slowakei M. Roman (36:24) | 1:5 (0:2, 1:2, 0:1) Spielbericht | Finnland H. Jokiharju (12:24) S. Virtanen (16:43) V. Heinola (22:02) A. Lundell (33:53) O. Laaksonen (53:01) | Save-On-Foods Memorial Centre, Victoria Zuschauer: 6.045 |

| 29. Dezember 2018 19:30 Uhr | 30. Dezember 2018 4:30 Uhr | Schweden F. Westerlund (4:47) R. Hugg (29:21) E. Bemström (32:39) E. Brännström (42:33) A. Boqvist (63:51) | 5:4 n. V. (1:0, 2:0, 1:4, 1:0) Spielbericht | USA M. Anderson (49:34) R. Poehling (53:25) R. Poehling (59:23) R. Poehling (59:36) | Save-On-Foods Memorial Centre, Victoria Zuschauer: 6.602 |

| 30. Dezember 2018 19:30 Uhr | 31. Dezember 2018 4:30 Uhr | Kasachstan A. Gatijatow (30:13) A. Gatijatow (46:25) | 2:11 (0:6, 1:3, 1:2) Spielbericht | Slowakei A. Liška (0:22) A. Ružička (0:32) A. Ružička (5:26) A. Kollár (8:21) F. Krivošík (11:20) M. Dlugoš (14:17) A. Kollár (22:17) M. Roman (27:41) P. Regenda (33:36) M. Dlugoš (54:13) A. Kollár (59:47) | Save-On-Foods Memorial Centre, Victoria Zuschauer: 5.685 |

| 31. Dezember 2018 15:30 Uhr | 1. Januar 2019 0:30 Uhr | Schweden E. Bemström (7:10) R. Sandin (12:13) N. Lundkvist (16:49) R. Sandin (59:21) | 4:1 (3:0, 0:0, 1:1) Spielbericht | Kasachstan B. Muratow (49:46) | Save-On-Foods Memorial Centre, Victoria Zuschauer: 5.362 |

| 31. Dezember 2018 19:30 Uhr | 1. Januar 2019 4:30 Uhr | USA J. Robertson (19:51) T. Madden (31:40) R. Poehling (36:42) T. Madden (42:02) | 4:1 (1:0, 2:0, 1:1) Spielbericht | Finnland J. Ylönen (53:16) | Save-On-Foods Memorial Centre, Victoria Zuschauer: 6.556 |

| Pl. |            | Sp | S | OTS | OTN | N | Tore  | Punkte |
| 1.  | Schweden   | 4  | 3 | 1   | 0   | 0 | 16:08 | 11     |
| 2.  | USA        | 4  | 3 | 0   | 1   | 0 | 18:09 | 10     |
| 3.  | Finnland   | 4  | 2 | 0   | 0   | 2 | 12:07 | 6      |
| 4.  | Slowakei   | 4  | 1 | 0   | 0   | 3 | 15:14 | 3      |
| 5.  | Kasachstan | 4  | 0 | 0   | 0   | 4 | 05:28 | 0      |

Abkürzungen: Pl. = Platz, Sp = Spiele, S = Siege, OTS = Siege nach Verlängerung (Overtime) oder Penaltyschießen, OTN = Niederlagen nach Verlängerung oder Penaltyschießen, N = Niederlagen
Erläuterungen: Viertelfinalqualifikant, Abstiegsrundenqualifikant

### Abstiegsrunde
Die Relegation zur Gruppe A der Division I wurde im Modus „Best-of-Three“ ausgetragen.
| 2. Januar 2019 11:00 Uhr (Ortszeit) | 2. Januar 2019 20:00 Uhr (MEZ) | Kasachstan O. Boiko (1:36) J. Mussabajew (11:16) Saj. Danijar (33:00) A. Gatijatow (48:06) | 4:3 (2:1, 1:0, 1:2) Spielbericht Stand: 1:0 | Dänemark J. Røndbjerg (9:00) A. Grundtvig (41:29) M. Setkov (57:40) | Rogers Arena, Vancouver Zuschauer: 5.975 |

| 4. Januar 2019 9:00 Uhr | 4. Januar 2019 18:00 Uhr | Dänemark | 0:4 (0:2, 0:0, 0:2) Spielbericht Stand: 0:2 | Kasachstan Saj. Danijar (0:35) D. Makuzki (4:47) A. Gatijatow (58:27) A. Gatijatow (59:05) | Rogers Arena, Vancouver Zuschauer: 3.502 |

### Finalrunde
|  | Viertelfinale | Viertelfinale | Viertelfinale |  |  | Halbfinale | Halbfinale | Halbfinale |  |  | Finale           | Finale           | Finale           |
|  |               |               |               |  |  |            |            |            |  |  |                  |                  |                  |
|  | A1            | Russland      | 8             |  |  |            |            |            |  |  |                  |                  |                  |
|  | B4            | Slowakei      | 3             |  |  |            |            |            |  |  |                  |                  |                  |
|  |               |               |               |  |  | A1         | Russland   | 1          |  |  |                  |                  |                  |
|  |               |               |               |  |  | B2         | USA        | 2          |  |  |                  |                  |                  |
|  | B2            | USA           | 3             |  |  |            |            |            |  |  |                  |                  |                  |
|  | A3            | Tschechien    | 1             |  |  |            |            |            |  |  |                  |                  |                  |
|  |               |               |               |  |  |            |            |            |  |  | B2               | USA              | 2                |
|  |               |               |               |  |  |            |            |            |  |  | B3               | Finnland         | 3                |
|  | B1            | Schweden      | 0             |  |  |            |            |            |  |  |                  |                  |                  |
|  | A4            | Schweiz       | 2             |  |  |            |            |            |  |  |                  |                  |                  |
|  |               |               |               |  |  | A4         | Schweiz    | 1          |  |  |                  |                  |                  |
|  |               |               |               |  |  | B3         | Finnland   | 6          |  |  | Spiel um Platz 3 | Spiel um Platz 3 | Spiel um Platz 3 |
|  | A2            | Kanada        | 1             |  |  |            |            |            |  |  | A1               | Russland         | 5                |
|  | B3            | Finnland      | 2             |  |  |            |            |            |  |  | A4               | Schweiz          | 2                |

#### Viertelfinale
| 2. Januar 2019 13:00 Uhr (Ortszeit) | 2. Januar 2019 22:00 Uhr (MEZ) | Schweden | 0:2 (0:1, 0:1, 0:0) Spielbericht | Schweiz Y. Brüschweiler (15:23) L. Wyss (33:59) | Save-On-Foods Memorial Centre, Victoria Zuschauer: 5.946 |

| 2. Januar 2019 15:30 Uhr | 3. Januar 2019 0:30 Uhr | Kanada I. Mitchell (21:30) | 1:2 n. V. (0:0, 1:0, 0:1, 0:1) Spielbericht | Finnland A. Heponiemi (59:13) T. Utunen (65:17) | Rogers Arena, Vancouver Zuschauer: 17.047 |

| 2. Januar 2019 17:00 Uhr | 3. Januar 2019 2:00 Uhr | USA N. Cates (12:12) J. Norris (26:10) A. Chmelevski (59:21) | 3:1 (1:0, 1:0, 1:1) Spielbericht | Tschechien M. Kaut (51:29) | Save-On-Foods Memorial Centre, Victoria Zuschauer: 6.263 |

| 2. Januar 2019 19:00 Uhr | 3. Januar 2019 4:30 Uhr | Russland G. Denissenko (5:36) S. Starkow (6:07) A. Alexejew (7:49) N. Schaschkow (10:56) K. Kostin (31:40) K. Kostin (38:20) K. Slepez (39:38) Il. Morosow (52:03) | 8:3 (4:0, 3:0, 1:3) Spielbericht | Slowakei M. Fehérváry (43:35) M. Roman (58:58) M. Ivan (59:51) | Rogers Arena, Vancouver Zuschauer: 11.317 |

#### Halbfinale
| 4. Januar 2019 13:00 Uhr | 4. Januar 2019 22:00 Uhr | Russland G. Denissenko (33:36) | 1:2 (0:1, 1:1, 0:0) Spielbericht | USA O. Wahlstrom (14:29) A. Chmelevski (24:20) | Rogers Arena, Vancouver Zuschauer: 14.355 |

| 4. Januar 2019 17:00 Uhr | 5. Januar 2019 2:00 Uhr | Finnland J. Ylönen (0:40) A. Talvitie (2:55) A. Talvitie (5:53) H. Jokiharju (7:43) A. Heponiemi (27:56) R. Kupari (34:57) | 6:1 (4:1, 2:0, 0:0) Spielbericht | Schweiz P. Kurashev (16:40) | Rogers Arena, Vancouver Zuschauer: 14.014 |

#### Spiel um Platz 3
| 5. Januar 2019 13:00 Uhr | 5. Januar 2019 22:00 Uhr | Russland K. Slepez (4:25) N. Schaschkow (13:44) K. Kostin (32:53) K. Slepez (46:33) K. Slepez (57:59) | 5:2 (2:0, 1:2, 2:0) Spielbericht | Schweiz V. Nussbaumer (24:54) Y. Brüschweiler (35:36) | Rogers Arena, Vancouver Zuschauer: 12.025 |

#### Finale
| 5. Januar 2019 17:00 Uhr | 6. Januar 2019 2:00 Uhr | USA A. Chmelevski (47:01) J. Norris (48:47) | 2:3 (0:0, 0:1, 2:2) Spielbericht | Finnland J. Ylönen (31:31) O. Latvala (46:00) K. Kakko (58:34) | Rogers Arena, Vancouver Zuschauer: 17.206 |

### Statistik

#### Beste Scorer
Abkürzungen: Sp = Spiele, T = Tore, V = Assists, Pkt = Punkte, +/− = Plus/Minus, SM = Strafminuten; Fett: Turnierbestwert
| Spieler              | Team       | Sp | T | V | Pkt | +/− | SM |
| -------------------- | ---------- | -- | - | - | --- | --- | -- |
| Grigori Denissenko   | Russland   | 7  | 4 | 5 | 9   | +3  | 4  |
| Aleksi Heponiemi     | Finnland   | 7  | 3 | 6 | 9   | +7  | 4  |
| Artur Gatijatow      | Kasachstan | 6  | 5 | 3 | 8   | ±0  | 0  |
| Ryan Poehling        | USA        | 7  | 5 | 3 | 8   | +5  | 2  |
| Morgan Frost         | Kanada     | 5  | 4 | 4 | 8   | +8  | 12 |
| Alexander Romanow    | Russland   | 7  | 1 | 7 | 8   | +12 | 0  |
| Philipp Kurashev     | Schweiz    | 7  | 6 | 1 | 7   | −5  | 4  |
| Kirill Slepez        | Russland   | 7  | 5 | 2 | 7   | +7  | 4  |
| Alexander Chmelevski | USA        | 7  | 4 | 3 | 7   | ±0  | 2  |
| Aarne Talvitie       | Finnland   | 7  | 4 | 3 | 7   | +9  | 14 |

#### Beste Torhüter
Abkürzungen: Sp = Spiele, Min = Eiszeit (in Minuten), SaT = Schüsse aufs Tor, GT = Gegentore, Sv% = gehaltene Schüsse (in %), GTS = Gegentorschnitt, SO = Shutouts; Fett: Turnierbestwert
Erfasst werden nur Torhüter, die mindestens 40 % der Gesamtspielzeit eines Teams absolviert haben. Sortiert nach Fangquote (Sv%).
| Spieler              | Team       | Sp | Min    | SaT | GT | SO | Sv%   | GTS  |
| -------------------- | ---------- | -- | ------ | --- | -- | -- | ----- | ---- |
| Lukáš Dostál         | Tschechien | 4  | 239:10 | 115 | 5  | 1  | 95,65 | 1,25 |
| Pjotr Kotschetkow    | Russland   | 5  | 290:31 | 149 | 7  | 0  | 95,30 | 1,45 |
| Michael DiPietro     | Kanada     | 4  | 243:16 | 103 | 5  | 1  | 95,15 | 1,23 |
| Cayden Primeau       | USA        | 5  | 298:55 | 126 | 8  | 0  | 93,65 | 1,61 |
| Ukko-Pekka Luukkonen | Finnland   | 6  | 367:16 | 162 | 11 | 0  | 93,21 | 1,80 |

### Abschlussplatzierungen
| Pl. | Team       |
| --- | ---------- |
| 1   | Finnland   |
| 2   | USA        |
| 3   | Russland   |
| 4   | Schweiz    |
| 5   | Schweden   |
| 6   | Kanada     |
| 7   | Tschechien |
| 8   | Slowakei   |
| 9   | Kasachstan |
| 10  | Dänemark   |

### Titel, Auf- und Abstieg
| Weltmeister Finnland | Teemu Engberg, Ville Heinola, Aleksi Heponiemi, Anttoni Honka, Henri Jokiharju, Kaapo Kakko, Rasmus Kupari, Oskari Laaksonen, Otto Latvala, Lassi Lehtinen, Filip Lindberg, Anton Lundell, Ukko-Pekka Luukkonen, Sami Moilanen, Linus Nyman, Valtteri Puustinen, Aarne Talvitie, Eeli Tolvanen, Toni Utunen, Urho Vaakanainen, Samuli Vainionpää, Santeri Virtanen, Jesse Ylönen Cheftrainer: Jussi Ahokas |

| Silber USA | Mikey Anderson, Evan Barratt, Noah Cates, Alexander Chmelevski, Logan Cockerill, Jack Drury, Joel Farabee, Jack Hughes, Quinn Hughes, Philip Kemp, Kyle Keyser, Spencer Knight, Tyler Madden, K’Andre Miller, Josh Norris, Jay O’Brien, Ryan Poehling, Cayden Primeau, Jason Robertson, Dylan Samberg, Mattias Samuelsson, Jack St. Ivany, Oliver Wahlstrom Cheftrainer: Mike Hastings |

| Bronze Russland | Alexander Alexejew, Grigori Denissenko, Artjom Galimow, Klim Kostin, Pjotr Kotschetkow, Nikolai Kowalenko, Witali Krawzow, Kirill Martschenko, Amir Miftachow, Ilja Morosow, Iwan Morosow, Iwan Muranow, Saweli Olschanski, Wassili Podkolsin, Alexander Romanow, Mark Rubintschik, Dmitri Samorukow, Nikita Schaschkow, Pawel Schen, Daniil Schurawljow, Kirill Slepez, Stepan Starkow, Daniil Tarassow Trainerstab: Waleri Bragin, Juri Babenko, Alexander Boikow |

| Absteiger in die Division IA:   | Dänemark    |
| Aufsteiger in die Top-Division: | Deutschland |

### Auszeichnungen
Spielertrophäen
| Auszeichnung         | Spieler           | Team     |
| -------------------- | ----------------- | -------- |
| Wertvollster Spieler | Ryan Poehling     | USA      |
| Bester Torhüter      | Pjotr Kotschetkow | Russland |
| Bester Verteidiger   | Alexander Romanow | Russland |
| Bester Stürmer       | Ryan Poehling     | USA      |

All-Star-Team
| Angriff:      | Grigori Denissenko – Philipp Kurashev – Ryan Poehling |
| Verteidigung: | Erik Brännström – Alexander Romanow                   |
| Tor:          | Ukko-Pekka Luukkonen                                  |

## Division I

### Gruppe A in Füssen, Deutschland
Das Turnier der Gruppe A wurde vom 9. bis 15. Dezember 2018 im bayerisch-schwäbischen Füssen ausgetragen. Die Spiele fanden in der 3.691 Zuschauer fassenden Arena des Bundesleistungszentrum für Eishockey und Curling statt. Insgesamt besuchten 10.365 Zuschauer die 15 Turnierspiele, was einem Schnitt von 691 pro Partie entspricht. Der deutschen Auswahl gelang vier Jahre nach dem Abstieg die Rückkehr in die Top-Division. Frankreich musste hingegen den Abstieg in die B-Gruppe hinnehmen.
| 9. Dezember 2018 13:00 Uhr (Ortszeit) | Frankreich L. Onno (8:37) T. Loizeau (23:32) T. Loizeau (58:51) | 3:1 (1:0, 1:0, 1:1) Spielbericht | Lettland D. Smirnovs (57:24) | Bundesleistungszentrum für Eishockey, Füssen Zuschauer: 380 |

| 9. Dezember 2018 16:30 Uhr | Österreich B. Lanzinger (19:29) L. Schreier (51:10) | 2:3 n. P. (1:1, 0:1, 1:0, 0:0, 0:1) Spielbericht | Deutschland M. Fischer (7:17) M. Seider (28:21) A. Ehl (PS) | Bundesleistungszentrum für Eishockey, Füssen Zuschauer: 1.650 |

| 9. Dezember 2018 20:00 Uhr | Norwegen S. Solem (8:02) S. Solem (13:23) M. Vikingstad (26:28) | 3:5 (2:0, 1:1, 0:4) Spielbericht | Belarus I. Drasdou (39:59) S. Sapeha (42:29) A. Baltruk (46:51) D. Dsjarabin (54:25) A. Anossau (59:32) | Bundesleistungszentrum für Eishockey, Füssen Zuschauer: 400 |

| 10. Dezember 2018 15:30 Uhr | Belarus I. Drasdou (0:16) J. Aksjanzjuk (39:55) A. Protas (42:53) S. Sapeha (45:52) W. Filjajeu (48:11) M. Suschko (57:21) | 6:2 (1:0, 1:2, 4:0) Spielbericht | Frankreich B. Bruche (36:38) T. Sarliève-Fonfraid (39:04) | Bundesleistungszentrum für Eishockey, Füssen Zuschauer: 275 |

| 10. Dezember 2018 19:00 Uhr | Deutschland T. Jentzsch (17:40) T. Brunnhuber (32:03) J. Schütz (34:21) T. Brunnhuber (41:49) | 4:0 (1:0. 2:0, 1:0) Spielbericht | Norwegen | Bundesleistungszentrum für Eishockey, Füssen Zuschauer: 1.030 |

| 11. Dezember 2018 19:00 Uhr | Lettland R. Polcs (22:35) D. Bērziņš (27:37) H. Brants (35:32) J. Vizbelis (44:33) | 4:1 (0:0, 3:0, 1:1) Spielbericht | Österreich F. Hochegger (55:18) | Bundesleistungszentrum für Eishockey, Füssen Zuschauer: 210 |

| 12. Dezember 2018 13:00 Uhr | Norwegen S. Solem (35:04) S. Solem (47:12) M. E. Pettersen (51:13) K. Marthinsen (58:30) F. Lalande (59:07) | 5:0 (0:0, 1:0, 4:0) Spielbericht | Frankreich | Bundesleistungszentrum für Eishockey, Füssen Zuschauer: 195 |

| 12. Dezember 2018 16:30 Uhr | Lettland D. Fjodorovs (55:36) | 1:4 (0:1, 0:2, 1:1) Spielbericht | Deutschland T. Brunnhuber (14:25) N. Appendino (32:18) M. Baßler (36:21) D. Lobach (50:29) | Bundesleistungszentrum für Eishockey, Füssen Zuschauer: 1.095 |

| 12. Dezember 2018 20:00 Uhr | Belarus D. Dsjarabin (12:26) U. Alistrau (23:26) I. Martynau (43:58) U. Alistrau (48:21) I. Drasdou (9:04) | 5:0 (1:0, 1:0, 3:0) Spielbericht | Österreich | Bundesleistungszentrum für Eishockey, Füssen Zuschauer: 250 |

| 13. Dezember 2018 20:00 Uhr | Deutschland J. Schütz (7:16) M. Baßler (10:50) T. Wohlgemuth (11:54) Y. Valenti (31:52) D. Bokk (56:33) | 5:1 (3:0, 1:1, 1:0) Spielbericht | Belarus I. Drasdou (28:01) | Bundesleistungszentrum für Eishockey, Füssen Zuschauer: 1.700 |

| 14. Dezember 2018 13:00 Uhr | Lettland V. Jašunovs (3:54) V. Jašunovs (29:14) | 2:4 (1:1, 1:1, 0:2) Spielbericht | Norwegen M. E. Pettersen (6:06) K. Marthinsen (38:00) R. Mathisen (52:09) S. Thoresen (59:39) | Bundesleistungszentrum für Eishockey, Füssen Zuschauer: 275 |

| 14. Dezember 2018 16:30 Uhr | Frankreich F. Dair (09:04) L. Olive (16:47) | 2:4 (2:1, 0:1, 0:2) Spielbericht | Österreich L. Thaler (16:14) B. Lanzinger (30:31) J. Frowis (46:35) F. Hochegger (58:19) | Bundesleistungszentrum für Eishockey, Füssen Zuschauer: 275 |

| 15. Dezember 2018 13:00 Uhr | Österreich V. Ploner (9:41) J. Pusnik (17:40) | 2:3 n. V. (2:2, 0:0, 0:0, 0:1) Spielbericht | Norwegen S. Thoresen (2:05) L. C. Rødne (17:02) M. E. Pettersen (64:18) | Bundesleistungszentrum für Eishockey, Füssen Zuschauer: 310 |

| 15. Dezember 2018 16:30 Uhr | Deutschland Y. Valenti (7:28) N. Appendino (25:16) T. Jentzsch (33:49) T. Jentzsch (42:29) T. Jentzsch (51:37) D. Lobach (56:56) | 6:1 (1:0, 2:1, 3:0) Spielbericht | Frankreich A. Plagnat (33:06) | Bundesleistungszentrum für Eishockey, Füssen Zuschauer: 2.000 |

| 15. Dezember 2018 20:00 Uhr | Belarus A. Protas (43:15) | 1:3 (0:1, 0:1, 1:1) Spielbericht | Lettland D. Bērziņš (10:43) N. Krollis (36:43) V. Jašunovs (49:48) | Bundesleistungszentrum für Eishockey, Füssen Zuschauer: 320 |

| Pl. |             | Sp | S | OTS | OTN | N | Tore  | Punkte |
| 1.  | Deutschland | 5  | 4 | 1   | 0   | 0 | 22:05 | 14     |
| 2.  | Belarus     | 5  | 3 | 0   | 0   | 2 | 18:13 | 9      |
| 3.  | Norwegen    | 5  | 2 | 1   | 0   | 2 | 15:13 | 8      |
| 4.  | Lettland    | 5  | 2 | 0   | 0   | 3 | 11:13 | 6      |
| 5.  | Österreich  | 5  | 1 | 0   | 2   | 2 | 09:17 | 5      |
| 6.  | Frankreich  | 5  | 1 | 0   | 0   | 4 | 08:22 | 3      |

Abkürzungen: Pl. = Platz, Sp = Spiele, S = Siege, OTS = Siege nach Verlängerung (Overtime) oder Penaltyschießen, OTN = Niederlagen nach Verlängerung oder Penaltyschießen, N = Niederlagen

Erläuterungen: Aufsteiger in die Top-Division, Absteiger in die Division IB

#### Division-IA-Siegermannschaft
| Division-IA-Aufsteiger Deutschland | Nicolas Appendino, Marco Baßler, Dominik Bokk, Tim Brunnhuber, Alexander Ehl, Mike Fischer, Leon Gawanke, Hendrik Hane, Niklas Heinzinger, Leon Hüttl, Taro Jentzsch, Tom Knobloch, Dennis Lobach, Florian Mnich, Pierre Preto, Justin Schütz, Moritz Seider, Sebastian Streu, Colin Ugbekilé, Yannik Valenti, Moritz Wirth, Tim Wohlgemuth Trainer: Christian Künast |

### Gruppe B in Tychy, Polen
Das Turnier der Gruppe B wurde vom 8. bis 14. Dezember 2018 im polnischen Tychy ausgetragen. Die Spiele fanden im 2.753 Zuschauer fassenden Stadion Zimowy w Tychach statt. Insgesamt besuchten 7.515 Zuschauer die 15 Turnierspiele, was einem Schnitt von 501 pro Partie entspricht. Der slowenischen Mannschaft gelang der Aufstieg in die A-Gruppe. Japan stand schon nach vier von fünf Spieltagen als Absteiger fest. Ausschlaggebend war das Spiel gegen Polen, das die Japaner mit 4:7 verloren hatten.
| 8. Dezember 2018 13:00 Uhr (Ortszeit) | Japan T. Nakajima (59:01) | 1:3 (0:2, 0:1, 1:0) Spielbericht | Ungarn Á. Mihály (1:44) M. Seregély (6:58) M. Révész (27:56) | Stadion Zimowy, Tychy Zuschauer: 152 |

| 8. Dezember 2018 16:30 Uhr | Ukraine F. Morosow (16:49) A. Mateitschenko (24:19) | 2:4 (1:1, 1:1, 0:2) Spielbericht | Polen D. Paś (16:37) D. Tyczyński (32:18) Ł. Kamiński (40:39) K. Wałęga (45:21) | Stadion Zimowy, Tychy Zuschauer: 1.232 |

| 8. Dezember 2018 20:00 Uhr | Italien | 0:3 (0:1, 0:0, 0:2) Spielbericht | Slowenien N. Stojan (16:53) Ž. Urukalo (41:09) M. Stražišar (43:29) | Stadion Zimowy, Tychy Zuschauer: 115 |

| 9. Dezember 2018 13:00 Uhr | Slowenien T. Klofutar (15:37) A. Kujavec (15:05) J. Drozg (41:49) A. Predan (55:12) A. Predan (59:45) | 5:3 (1:2, 1:0, 3:1) Spielbericht | Japan T. Nakajima (5:03) K. Hirota (18:10) K. Shimanuki (59:55) | Stadion Zimowy, Tychy Zuschauer: 125 |

| 9. Dezember 2018 16:30 Uhr | Polen D. Paś (59:32) | 1:3 (0:1, 0:0, 1:2) Spielbericht | Italien P. Demetz (17:36) P. Pechlaner (49:45) S. Spinell (59:57) | Stadion Zimowy, Tychy Zuschauer: 1.538 |

| 9. Dezember 2018 20:00 Uhr | Ungarn M. Vas (11:37) H. Császár (27:59) A. Péter (31:16) K. Papp (36:03) D. Péter (38:06) B. Horváth (40:52) H. Császár (42:36) A. Kovács (56:53) K. Papp (59:35) | 9:3 (1:2, 4:0, 4:1) Spielbericht | Ukraine F. Morosow (1:12) O. Peressunko (3:11) O. Peressunko (57:12) | Stadion Zimowy, Tychy Zuschauer: 215 |

| 11. Dezember 2018 13:00 Uhr | Ungarn K. Papp (1:00) H. Császár (6:59) H. Császár (22:54) B. Horváth (39:09) B. Madácsi (39:16) B. Dezsi (59:27) | 6:2 (2:1, 3:1, 1:0) Spielbericht | Italien S. Spinell (6:05) S. Berger (23:42) | Stadion Zimowy, Tychy Zuschauer: 237 |

| 11. Dezember 2018 16:30 Uhr | Polen J. Sołtys (8:48) J. Sołtys (36:54) S. Brynkus (47:28) | 3:4 n. V. (1:0, 1:1, 1:2, 0:1) Spielbericht | Slowenien J. Drozg (27:10) N. Stojan (43:33) J. Sodja (46:49) J. Drozg (64:50) | Stadion Zimowy, Tychy Zuschauer: 1.149 |

| 11. Dezember 2018 20:00 Uhr | Japan Y. Sakuma (53:21) K. Sugimoto (57:53) | 2:6 (0:1, 0:1, 2:4) Spielbericht | Ukraine O. Peressunko (18:36) O. Firsow (35:02) D. Danylenko (41:17) I. Schewtschenko (44:02) F. Morosow (48:57) D. Danylenko (54:05) | Stadion Zimowy, Tychy Zuschauer: 107 |

| 12. Dezember 2018 13:00 Uhr | Ukraine I. Schewtschenko (22:11) F. Morosow (PS) | 2:1 n. P. (0:1, 1:0, 0:0, 0:0, 1:0) Spielbericht | Italien G. Gios (16:30) | Stadion Zimowy, Tychy Zuschauer: 118 |

| 12. Dezember 2018 16:30 Uhr | Polen S. Brynkus (1:09) D. Paś (1:29) Ł. Kamiński (5:53) O. Bizacki (26:15) K. Wałęga (44:26) D. Tyczyński (50:29) L. Kamiński (56:59) | 7:4 (3:2, 1:1, 3:1) Spielbericht | Japan T. Kobayashi (5:19) C. Hanzawa (13:51) C. Hanzawa (35:27) K. Sugimoto (59:38) | Stadion Zimowy, Tychy Zuschauer: 980 |

| 12. Dezember 2018 20:00 Uhr | Slowenien J. Drozg (12:59) A. Predan (47:23) R. Kapel (50:25) J. Sodja (53:49) A. Predan (PS) | 5:4 n. P. (1:2, 0:2, 3:0, 0:0, 1:0) Spielbericht | Ungarn B. Madácsi (5:12) K. Papp (7:33) H. Császár (28:23) K. Papp (34:47) | Stadion Zimowy, Tychy Zuschauer: 184 |

| 14. Dezember 2018 13:00 Uhr | Slowenien A. Predan (30:23) J. Šturm (30:50) J. Sodja (50:04) M. Bohinc (57:26) | 4:1 (0:0, 2:1, 2:0) Spielbericht | Ukraine I. Schewtschenko (29:19) | Stadion Zimowy, Tychy Zuschauer: 128 |

| 14. Dezember 2018 16:30 Uhr | Ungarn B. Horváth (38:44) K. Papp (41:26) | 2:4 (0:1, 1:3, 1:0) Spielbericht | Polen J. Sołtys (2:53) D. Olszewski (24:14) S. Brynkus (33:41) I. Smal (37:39) | Stadion Zimowy, Tychy Zuschauer: 1.120 |

| 14. Dezember 2018 20:00 Uhr | Italien D. Schiavone (19:01) M. Luisetti (41:11) S. De Luca (45:42) P. Spornberger (60:30) | 4:3 n. V. (1:3, 0:0, 2:0, 1:0) Spielbericht | Japan T. Kobayashi (2:24) S. Takai (5:30) D. Aoyama (9:35) | Stadion Zimowy, Tychy Zuschauer: 115 |

| Pl. |           | Sp | S | OTS | OTN | N | Tore  | Punkte |
| 1.  | Slowenien | 5  | 3 | 2   | 0   | 0 | 21:11 | 13     |
| 2.  | Polen     | 5  | 3 | 0   | 1   | 1 | 19:15 | 10     |
| 3.  | Ungarn    | 5  | 3 | 0   | 1   | 1 | 24:15 | 10     |
| 4.  | Italien   | 5  | 1 | 1   | 1   | 2 | 10:15 | 6      |
| 5.  | Ukraine   | 5  | 1 | 1   | 0   | 3 | 14:20 | 5      |
| 6.  | Japan     | 5  | 0 | 0   | 1   | 4 | 13:25 | 1      |

Abkürzungen: Pl. = Platz, Sp = Spiele, S = Siege, OTS = Siege nach Verlängerung (Overtime) oder Penaltyschießen, OTN = Niederlagen nach Verlängerung oder Penaltyschießen, N = Niederlagen

Erläuterungen: Aufsteiger in die Division IA, Absteiger in die Division IIA

#### Division-IB-Siegermannschaft
| Division-IB-Aufsteiger Slowenien | Martin Bohinc, Nik Brglez, Lan Brun Rauh, Nejc Brus, Aljoša Crnovič, Jan Drozg, Rok Kapel, Tine Klofutar, Žiga Kogovšek, Anej Kujavec, Peter Pavc, Aljaž Predan, Gašper Seršen, Jaka Sodja, Nejc Stojan, Mark Stražišar, Jaka Šturm, Erik Svetina, Maj Tavčar, Patrik Tišlar, Žiga Urukalo, Val Usnik Trainer: Aleš Burnik |

### Auf- und Abstieg
| Absteiger in die Division IA:   | Dänemark    |
| Aufsteiger in die Top-Division: | Deutschland |
| Absteiger in die Division IB:   | Frankreich  |
| Aufsteiger in die Division IA:  | Slowenien   |
| Absteiger in die Division IIA:  | Japan       |
| Aufsteiger in die Division IB:  | Estland     |

## Division II

### Gruppe A in Tallinn, Estland
Das Turnier der Gruppe A wurde vom 13. bis 19. Januar 2019 in der estnischen Hauptstadt Tallinn ausgetragen. Die Spiele fanden im 5.840 Zuschauer fassenden Tondiraba jäähall statt. Insgesamt besuchten 11.195 Zuschauer die 15 Turnierspiele, was einem Schnitt von 746 pro Partie entspricht. Die estnische Mannschaft nutzte ihren Heimvorteil und stieg ungeschlagen in die Gruppe B der Division I auf. Der erste Aufstieg der Esten in die Division I seit dem Jahr 2009 stand bereits am vorletzten Spieltag fest, wodurch Litauen den direkten Wiederaufstieg verpasste. Den Weg in die Gruppe B der Division II musste die Mannschaft aus Südkorea antreten, während Aufsteiger Spanien durch einen Sieg im Direktduell den Klassenerhalt schaffte.
| 13. Januar 2019 13:00 Uhr (Ortszeit) | Südkorea | 1:2 n. V. (1:0, 0:1, 0:0, 0:1) Spielbericht | Rumänien | Tondiraba jäähall, Tallinn Zuschauer: 153 |

| 13. Januar 2019 16:30 Uhr | Spanien | 1:2 (0:1, 1:1, 0:0) Spielbericht | Estland | Tondiraba jäähall, Tallinn Zuschauer: 1.514 |

| 13. Januar 2019 20:00 Uhr | Großbritannien | 4:6 (0:4, 2:1, 2:1) Spielbericht | Litauen | Tondiraba jäähall, Tallinn Zuschauer: 356 |

| 14. Januar 2019 13:00 Uhr | Rumänien | 3:2 (1:2, 1:0, 1:0) Spielbericht | Spanien | Tondiraba jäähall, Tallinn Zuschauer: 103 |

| 14. Januar 2019 16:30 Uhr | Südkorea | 1:13 (0:3, 0:5, 1:5) Spielbericht | Großbritannien | Tondiraba jäähall, Tallinn Zuschauer: 235 |

| 14. Januar 2019 20:00 Uhr | Litauen | 1:2 n. P. (0:0, 0:1, 1:0, 0:0, 0:1) Spielbericht | Estland | Tondiraba jäähall, Tallinn Zuschauer: 1.830 |

| 16. Januar 2019 13:00 Uhr | Litauen | 4:5 n. V. (1:1, 2:2, 1:1, 0:1) Spielbericht | Rumänien | Tondiraba jäähall, Tallinn Zuschauer: 150 |

| 16. Januar 2019 16:30 Uhr | Südkorea | 2:3 (1:2, 1:0, 0:1) Spielbericht | Spanien | Tondiraba jäähall, Tallinn Zuschauer: 201 |

| 16. Januar 2019 20:00 Uhr | Großbritannien | 2:5 (0:1, 1:2, 1:2) Spielbericht | Estland | Tondiraba jäähall, Tallinn Zuschauer: 1.558 |

| 17. Januar 2019 13:00 Uhr | Spanien | 0:4 (0:1, 0:2, 0:1) Spielbericht | Litauen | Tondiraba jäähall, Tallinn Zuschauer: 225 |

| 17. Januar 2019 16:30 Uhr | Rumänien | 2:4 (0:1, 2:3, 0:0) Spielbericht | Großbritannien | Tondiraba jäähall, Tallinn Zuschauer: 354 |

| 17. Januar 2019 20:00 Uhr | Estland | 7:2 (0:0, 2:0, 5:2) Spielbericht | Südkorea | Tondiraba jäähall, Tallinn Zuschauer: 1.730 |

| 19. Januar 2019 13:00 Uhr | Großbritannien | 7:2 (2:2, 2:0, 3:0) Spielbericht | Spanien | Tondiraba jäähall, Tallinn Zuschauer: 115 |

| 19. Januar 2019 16:30 Uhr | Litauen | 7:1 (2:0, 3:1, 2:0) Spielbericht | Südkorea | Tondiraba jäähall, Tallinn Zuschauer: 121 |

| 19. Januar 2019 20:00 Uhr | Estland | 9:1 (2:1, 1:0, 6:0) Spielbericht | Rumänien | Tondiraba jäähall, Tallinn Zuschauer: 2.550 |

| Pl. |                | Sp | S | OTS | OTN | N | Tore  | Punkte |
| 1.  | Estland        | 5  | 4 | 1   | 0   | 0 | 25:07 | 14     |
| 2.  | Litauen        | 5  | 3 | 0   | 2   | 0 | 22:12 | 11     |
| 3.  | Großbritannien | 5  | 3 | 0   | 0   | 2 | 30:16 | 9      |
| 4.  | Rumänien       | 5  | 1 | 2   | 0   | 2 | 13:20 | 7      |
| 5.  | Spanien        | 5  | 1 | 0   | 0   | 4 | 08:18 | 3      |
| 6.  | Südkorea       | 5  | 0 | 0   | 1   | 4 | 07:32 | 1      |

Erläuterungen: Aufsteiger in die Division IB, Absteiger in die Division IIB

### Gruppe B in Zagreb, Kroatien
Das Turnier der Gruppe B wurde vom 15. bis 21. Januar 2019 in der kroatischen Hauptstadt Zagreb ausgetragen. Die Spiele fanden in dem 6.300 Zuschauer fassenden Dom sportova statt. Insgesamt besuchten 7.446 Zuschauer die 15 Turnierspiele, was einem Schnitt von 496 pro Partie entspricht. Der serbischen Mannschaft gelang nach fünf Siegen in ebenso vielen Spielen der erstmalige Aufstieg in die Gruppe A der Division II, während Vorjahresabsteiger Niederlande mit dem dritten Platz vorliebnehmen musste. Neuling Israel gelang durch einen deutlichen 5:1-Erfolg über Mexiko der Klassenerhalt. Die Mexikaner hingegen mussten nach drei Jahren in der Division II wieder in die Division III absteigen.
| 15. Januar 2019 13:00 Uhr (Ortszeit) | Israel | 3:6 (0:1, 1:1, 2:4) Spielbericht | Belgien | Dom sportova, Zagreb Zuschauer: 100 |

| 15. Januar 2019 16:30 Uhr | Serbien | 6:1 (1:1, 1:0, 4:0) Spielbericht | Mexiko | Dom sportova, Zagreb Zuschauer: 132 |

| 15. Januar 2019 20:00 Uhr | Kroatien | 7:0 (1:0, 2:0, 4:0) Spielbericht | Niederlande | Dom sportova, Zagreb Zuschauer: 966 |

| 16. Januar 2019 13:00 Uhr | Mexiko | 1:5 (0:2, 0:2, 1:1) Spielbericht | Israel | Dom sportova, Zagreb Zuschauer: 197 |

| 16. Januar 2019 16:30 Uhr | Niederlande | 9:4 (3:1, 4:1, 2:2) Spielbericht | Belgien | Dom sportova, Zagreb Zuschauer: 146 |

| 16. Januar 2019 20:00 Uhr | Serbien | 4:1 (1:0, 1:0, 2:1) Spielbericht | Kroatien | Dom sportova, Zagreb Zuschauer: 2.234 |

| 18. Januar 2019 13:00 Uhr | Niederlande | 7:2 (1:0, 3:2, 3:0) Spielbericht | Mexiko | Dom sportova, Zagreb Zuschauer: 115 |

| 18. Januar 2019 16:30 Uhr | Serbien | 5:0 (4:0, 0:0, 1:0) Spielbericht | Israel | Dom sportova, Zagreb Zuschauer: 65 |

| 18. Januar 2019 20:00 Uhr | Kroatien | 5:4 (1:1, 1:1, 3:2) Spielbericht | Belgien | Dom sportova, Zagreb Zuschauer: 1.120 |

| 19. Januar 2019 13:00 Uhr | Belgien | 1:5 (0:0, 0:3, 1:2) Spielbericht | Serbien | Dom sportova, Zagreb Zuschauer: 123 |

| 19. Januar 2019 16:30 Uhr | Israel | 3:7 (0:1, 1:4, 2:2) Spielbericht | Niederlande | Dom sportova, Zagreb Zuschauer: 80 |

| 19. Januar 2019 20:00 Uhr | Mexiko | 0:3 (0:1, 0:1, 0:1) Spielbericht | Kroatien | Dom sportova, Zagreb Zuschauer: 1.133 |

| 21. Januar 2019 13:00 Uhr | Niederlande | 2:6 (1:2, 1:2, 0:2) Spielbericht | Serbien | Dom sportova, Zagreb Zuschauer: 222 |

| 21. Januar 2019 16:30 Uhr | Belgien | 7:2 (2:2, 0:0, 5:0) Spielbericht | Mexiko | Dom sportova, Zagreb Zuschauer: 135 |

| 21. Januar 2019 20:00 Uhr | Kroatien | 2:1 (1:0, 1:0, 0:1) Spielbericht | Israel | Dom sportova, Zagreb Zuschauer: 578 |

| Pl. |             | Sp | S | OTS | OTN | N | Tore  | Punkte |
| 1.  | Serbien     | 5  | 5 | 0   | 0   | 0 | 26:05 | 15     |
| 2.  | Kroatien    | 5  | 4 | 0   | 0   | 1 | 18:09 | 12     |
| 3.  | Niederlande | 5  | 3 | 0   | 0   | 2 | 25:22 | 9      |
| 4.  | Belgien     | 5  | 2 | 0   | 0   | 3 | 22:24 | 6      |
| 5.  | Israel      | 5  | 1 | 0   | 0   | 4 | 12:21 | 3      |
| 6.  | Mexiko      | 5  | 0 | 0   | 0   | 5 | 06:28 | 0      |

Erläuterungen: Aufsteiger in die Division IIA, Absteiger in die Division III

### Auf- und Abstieg
| Absteiger in die Division IIA:  | Japan               |
| Aufsteiger in die Division IB:  | Estland             |
| Absteiger in die Division IIB:  | Südkorea            |
| Aufsteiger in die Division IIA: | Serbien             |
| Absteiger in die Division III:  | Mexiko              |
| Aufsteiger in die Division IIB: | Volksrepublik China |

## Division III
Das Turnier der Division III wurde vom 14. bis 20. Januar 2019 in der isländischen Landeshauptstadt Reykjavík ausgetragen. Die Spiele fanden im 1.500 Zuschauer fassenden Skautahöllin í Laugardal statt. Insgesamt besuchten 3.155 Zuschauer die 20 Turnierspiele, was einem Schnitt von 157 pro Partie entspricht.
Im Gegensatz zum Vorjahr nahmen diesmal acht Mannschaften am Turnier teil, da neben dem Absteiger aus der Division II, der Türkei, und den vier verbleibenden Nationen des Vorjahres auch Neuseeland als eigentlich sportlicher Absteiger des Vorjahres sowie Aufsteiger Südafrika und nachträglich auch die Republik China (Taiwan), zur Teilnahme an der Division III zugelassen wurden. Daher wurde der Modus des Turniers geändert: Die acht Mannschaften wurden auf zwei Vierergruppen aufgeteilt. Während die beiden ersten Mannschaften jeder über Kreuz das Halbfinale austragen, in dem die Teilnehmer von Finale und Spiel um Platz drei ermittelt wurden, spielten die Dritt- und Viertplatzierten ebenfalls über Kreuz die Teilnehmer an den Platzierungsspielen um den fünften und siebten Platz aus.

### Vorrunde

#### Gruppe A
| 14. Januar 2019 17:00 Uhr (Ortszeit) | Island | 5:4 n. V. (2:1, 1:1, 1:2, 1:0) Spielbericht | Australien | Skautahöllin í Laugardal, Reykjavík Zuschauer: 532 |

| 14. Januar 2019 20:30 Uhr | Türkei | 4:1 (3:0, 1:0, 0:1) Spielbericht | Republik China (Taiwan) | Skautahöllin í Laugardal, Reykjavík Zuschauer: 27 |

| 15. Januar 2019 17:00 Uhr | Island | 4:0 (0:0, 2:0, 2:0) Spielbericht | Republik China (Taiwan) | Skautahöllin í Laugardal, Reykjavík Zuschauer: 350 |

| 15. Januar 2019 20:30 Uhr | Australien | 5:3 (1:0, 0:2, 4:1) Spielbericht | Türkei | Skautahöllin í Laugardal, Reykjavík Zuschauer: 58 |

| 17. Januar 2019 10:00 Uhr | Republik China (Taiwan) | 2:3 (0:1, 0:1, 2:1) Spielbericht | Australien | Skautahöllin í Laugardal, Reykjavík Zuschauer: 38 |

| 17. Januar 2019 17:00 Uhr | Türkei | 4:2 (1:1, 1:1, 2:0) Spielbericht | Island | Skautahöllin í Laugardal, Reykjavík Zuschauer: 400 |

| Pl. |                         | Sp | S | OTS | OTN | N | Tore  | Punkte |
| --- | ----------------------- | -- | - | --- | --- | - | ----- | ------ |
| 1.  | Australien              | 3  | 2 | 0   | 1   | 0 | 12:10 | 7      |
| 2.  | Türkei                  | 3  | 2 | 0   | 0   | 1 | 11:08 | 6      |
| 3.  | Island                  | 3  | 1 | 1   | 0   | 1 | 11:08 | 5      |
| 4.  | Republik China (Taiwan) | 3  | 0 | 0   | 0   | 3 | 03:11 | 0      |

Abkürzungen: Pl. = Platz, Sp = Spiele, S = Siege, OTS = Siege nach Verlängerung (Overtime) oder Penaltyschießen, OTN = Niederlagen nach Verlängerung oder Penaltyschießen, N = Niederlagen

Erläuterungen: Teilnehmer am Halbfinale, Teilnehmer an der Platzierungsrunde um Platz 5 bis 8

#### Gruppe B
| 14. Januar 2019 10:00 Uhr (Ortszeit) | Bulgarien | 10:1 (2:0, 4:1, 4:0) Spielbericht | Südafrika | Skautahöllin í Laugardal, Reykjavík Zuschauer: 53 |

| 14. Januar 2019 13:30 Uhr | Volksrepublik China | 12:1 (2:0, 5:0, 5:1) Spielbericht | Neuseeland | Skautahöllin í Laugardal, Reykjavík Zuschauer: 196 |

| 15. Januar 2019 10:00 Uhr | Bulgarien | 9:0 (3:0, 2:0, 4:0) Spielbericht | Neuseeland | Skautahöllin í Laugardal, Reykjavík Zuschauer: 33 |

| 15. Januar 2019 13:30 Uhr | Südafrika | 1:14 (0:5, 0:6, 1:3) Spielbericht | Volksrepublik China | Skautahöllin í Laugardal, Reykjavík Zuschauer: 45 |

| 17. Januar 2019 13:30 Uhr | Neuseeland | 0:1 (0:0, 0:0, 0:1) Spielbericht | Südafrika | Skautahöllin í Laugardal, Reykjavík Zuschauer: 42 |

| 17. Januar 2019 20:30 Uhr | Volksrepublik China | 6:1 (1:0, 2:1, 3:0) Spielbericht | Bulgarien | Skautahöllin í Laugardal, Reykjavík Zuschauer: 143 |

| Pl. |                     | Sp | S | OTS | OTN | N | Tore  | Punkte |
| --- | ------------------- | -- | - | --- | --- | - | ----- | ------ |
| 1.  | Volksrepublik China | 3  | 3 | 0   | 0   | 0 | 32:03 | 9      |
| 2.  | Bulgarien           | 3  | 2 | 0   | 0   | 1 | 20:07 | 6      |
| 3.  | Südafrika           | 3  | 1 | 0   | 0   | 2 | 03:24 | 3      |
| 4.  | Neuseeland          | 3  | 0 | 0   | 0   | 3 | 01:22 | 0      |

Abkürzungen: Pl. = Platz, Sp = Spiele, S = Siege, OTS = Siege nach Verlängerung (Overtime) oder Penaltyschießen, OTN = Niederlagen nach Verlängerung oder Penaltyschießen, N = Niederlagen

Erläuterungen: Teilnehmer am Halbfinale, Teilnehmer an der Platzierungsrunde um Platz 5 bis 8

### Platzierungsrunde Plätze 5 bis 8
|  | Platzierungsrunde Plätze 5 bis 8 | Platzierungsrunde Plätze 5 bis 8 | Platzierungsrunde Plätze 5 bis 8 |                  |  | Spiel um Platz 5 | Spiel um Platz 5        | Spiel um Platz 5 |
|  |                                  |                                  |                                  |                  |  |                  |                         |                  |
|  |                                  |                                  |                                  |                  |  |                  |                         |                  |
|  | A3                               | Island                           | 11                               |                  |  |                  |                         |                  |
|  | B4                               | Neuseeland                       | 1                                |                  |  | A3               | Island                  | 5                |
|  |                                  |                                  |                                  |                  |  | A4               | Republik China (Taiwan) | 3                |
|  |                                  |                                  |                                  |                  |  |                  |                         |                  |
|  |                                  |                                  |                                  | Spiel um Platz 7 |  |                  |                         |                  |
|  | B3                               | Südafrika                        | 1                                |                  |  |                  |                         |                  |
|  | A4                               | Republik China (Taiwan)          | 7                                |                  |  | B3               | Südafrika               | 5                |
|  |                                  |                                  |                                  |                  |  | B4               | Neuseeland              | 3                |
|  |                                  |                                  |                                  |                  |  |                  |                         |                  |

| 19. Januar 2019 10:00 Uhr (Ortszeit) | Island | 11:1 (6:0, 3:0, 2:1) Spielbericht | Neuseeland | Skautahöllin í Laugardal, Reykjavík Zuschauer: 258 |

| 19. Januar 2019 13:30 Uhr | Südafrika | 1:7 (0:3, 1:2, 0:2) Spielbericht | Republik China (Taiwan) | Skautahöllin í Laugardal, Reykjavík Zuschauer: 42 |

Spiel um Platz 7
| 20. Januar 2019 10:00 Uhr | Südafrika | 5:3 (3:1, 0:2, 2:0) Spielbericht | Neuseeland | Skautahöllin í Laugardal, Reykjavík Zuschauer: 43 |

Spiel um Platz 5
| 20. Januar 2019 13:30 Uhr | Island | 5:3 (2:1, 2:1, 1:1) Spielbericht | Republik China (Taiwan) | Skautahöllin í Laugardal, Reykjavík Zuschauer: 295 |

### Finalrunde
Der Sieger des Endspiels steigt in die Gruppe B der Division II auf.

|  | Halbfinale | Halbfinale          | Halbfinale |                  |  | Finale | Finale              | Finale |
|  |            |                     |            |                  |  |        |                     |        |
|  |            |                     |            |                  |  |        |                     |        |
|  | A1         | Australien          | 7          |                  |  |        |                     |        |
|  | B2         | Bulgarien           | 4          |                  |  | A1     | Australien          | 1      |
|  |            |                     |            |                  |  | B1     | Volksrepublik China | 5      |
|  |            |                     |            |                  |  |        |                     |        |
|  |            |                     |            | Spiel um Platz 3 |  |        |                     |        |
|  | B1         | Volksrepublik China | 12         |                  |  |        |                     |        |
|  | A2         | Türkei              | 1          |                  |  | B2     | Bulgarien           | 0      |
|  |            |                     |            |                  |  | A2     | Türkei              | 6      |
|  |            |                     |            |                  |  |        |                     |        |

Halbfinale
| 19. Januar 2019 17:00 Uhr (Ortszeit) | Australien | 7:4 (2:1, 1:2, 4:1) Spielbericht | Bulgarien | Skautahöllin í Laugardal, Reykjavík Zuschauer: 75 |

| 19. Januar 2019 20:30 Uhr | Volksrepublik China | 12:1 (1:1, 5:0, 6:0) Spielbericht | Türkei | Skautahöllin í Laugardal, Reykjavík Zuschauer: 100 |

Spiel um Platz 3
| 20. Januar 2019 17:00 Uhr | Bulgarien | 0:6 (0:2, 0:2, 0:2) Spielbericht | Türkei | Skautahöllin í Laugardal, Reykjavík Zuschauer: 69 |

Finale
| 20. Januar 2019 20:30 Uhr | Volksrepublik China | 5:1 (2:0, 1:0, 2:1) Spielbericht | Australien | Skautahöllin í Laugardal, Reykjavík Zuschauer: 356 |

### Abschlussplatzierungen
| Pl. | Team                    |
| --- | ----------------------- |
| 1   | Volksrepublik China     |
| 2   | Australien              |
| 3   | Türkei                  |
| 4   | Bulgarien               |
| 5   | Island                  |
| 6   | Republik China (Taiwan) |
| 7   | Südafrika               |
| 8   | Neuseeland              |

### Auf- und Abstieg
| Absteiger in die Division III:  | Mexiko              |
| Aufsteiger in die Division IIB: | Volksrepublik China |